# Thieux (Oise)
Thieux és un municipi francès, situat al departament de l'Oise i a la regió dels Alts de França. L'any 2007 tenia 414 habitants.

## Demografia

### Població
El 2007 la població de fet de Thieux era de 414 persones. Hi havia 152 famílies de les quals 40 eren unipersonals (16 homes vivint sols i 24 dones vivint soles), 32 parelles sense fills, 68 parelles amb fills i 12 famílies monoparentals amb fills.
La població ha evolucionat segons el següent gràfic:
Habitants censats

### Habitatges
El 2007 hi havia 166 habitatges, 155 eren l'habitatge principal de la família, 6 eren segones residències i 5 estaven desocupats. 165 eren cases i 1 era un apartament. Dels 155 habitatges principals, 130 estaven ocupats pels seus propietaris, 16 estaven llogats i ocupats pels llogaters i 9 estaven cedits a títol gratuït; 1 tenia una cambra, 4 en tenien dues, 21 en tenien tres, 43 en tenien quatre i 86 en tenien cinc o més. 111 habitatges disposaven pel capbaix d'una plaça de pàrquing. A 75 habitatges hi havia un automòbil i a 59 n'hi havia dos o més.

### Piràmide de població
La piràmide de població per edats i sexe el 2009 era:
| Homes | Edats   | Dones |
| ----- | ------- | ----- |
| 0     | 95 o +  | 0     |
| 0     | 90 a 94 | 0     |
| 0     | 85 a 89 | 0     |
| 0     | 80 a 84 | 4     |
| 4     | 75 a 79 | 8     |
| 0     | 70 a 74 | 8     |
| 12    | 65 a 69 | 16    |
| 16    | 60 a 64 | 0     |
| 8     | 55 a 59 | 12    |
| 8     | 50 a 54 | 20    |
| 20    | 45 a 49 | 4     |
| 0     | 40 a 44 | 12    |
| 28    | 35 a 39 | 8     |
| 20    | 30 a 34 | 28    |
| 4     | 25 a 29 | 8     |
| 4     | 20 a 24 | 12    |
| 12    | 15 a 19 | 8     |
| 24    | 10 a 14 | 16    |
| 20    | 5 a 9   | 20    |
| 12    | 0 a 4   | 12    |

## Economia
El 2007 la població en edat de treballar era de 263 persones, 201 eren actives i 62 eren inactives. De les 201 persones actives 188 estaven ocupades (104 homes i 84 dones) i 13 estaven aturades (4 homes i 9 dones). De les 62 persones inactives 15 estaven jubilades, 24 estaven estudiant i 23 estaven classificades com a «altres inactius».

### Ingressos
El 2009 a Thieux hi havia 155 unitats fiscals que integraven 436 persones, la mediana anual d'ingressos fiscals per persona era de 16.295 €.

### Activitats econòmiques
Dels 8 establiments que hi havia el 2007, 1 era d'una empresa extractiva, 3 d'empreses de construcció, 2 d'empreses de transport, 1 d'una empresa d'hostatgeria i restauració i 1 d'una empresa classificada com a «altres activitats de serveis».
Dels 4 establiments de servei als particulars que hi havia el 2009, 1 era una oficina de correu, 2 paletes i 1 lampisteria.
L'any 2000 a Thieux hi havia 11 explotacions agrícoles.

## Equipaments sanitaris i escolars
El 2009 hi havia una escola elemental integrada dins d'un grup escolar amb les comunes properes formant una escola dispersa.

## Poblacions més properes
El següent diagrama mostra les poblacions més properes.